# Podvodna arheologija
Podvodna arheologija je specijalizirana grana pomorske arheologije koja se bavi proučavanjem materijalih ostataka i tragova ljudskih kultura koji se nalaze ispod površine vode, od podmorja do riječnih korita, močvara, bunara itd.
Nalazišta pod morem ili u jezeru teže se iskopavaju nego ona na kopnu jer podignut mulj ili pijesak smanjuju vidljivost. Međutim, morska nalazišta često očuvaju materijal, primjerice drvo broda iz 16. stoljeća imenom Mary Rose, koji bi inače bio propao na suhom tlu. Konzerviranje se može provesti vodenim tretmanom, ljepljenjem kemikalija ili pažljivim sušenjem. Da bi se konzerviralo drvo, brod se škropi hladnom vodom 20 sati dnevno.

## Vanjske poveznice
- Zaštićeno podmorje